# ATC代码 (J05)
ATC代码J05（抗病毒药）是解剖学治疗学及化学分类系统的一个药物分组，这是由世界卫生组织药物统计方法整合中心所制定的药品及其它医用产品的官方分类系统。分组J05是J抗感染药的一部分。
兽用代码（ATCvet码）可以在人用ATC代码前加Q字母：QJ05等。
国家ATC分类可能包括列表中没有的其它分类，列表为世界卫生组织（WHO）版本。

## J05A 直接作用的抗病毒药（Direct acting antiviral drugs）

### J05AA缩氨硫脲类（Thiosemicarbazones）
J05AA01 美替沙腙（Metisazone）

### J05AB核苷类和核苷酸类药，逆转录酶抑制药除外（Nucleosides and nucleotides excluding reverse transcriptase inhibitors）
J05AB01 阿昔洛韦（Aciclovir）
J05AB02 碘苷（Idoxuridine）
J05AB03 阿糖腺苷（Vidarabine）
J05AB04 利巴韦林（Ribavirin）
J05AB06 更昔洛韦（Ganciclovir）
J05AB09 泛昔洛韦（Famciclovir）
J05AB11 伐昔洛韦（Valaciclovir）
J05AB12 西多福韦（Cidofovir）
J05AB13 喷昔洛韦（Penciclovir）
J05AB14 伐加洛韦（Valganciclovir）
J05AB15 溴夫定（Brivudine）
J05AB54 利巴韦林，复方（Ribavirin, combinations）

### J05AC 环胺类（Cyclic amines）
J05AC02 金刚乙胺（Rimantadine）
J05AC03 曲金刚胺（Tromantadine）

### J05AD 膦酸衍生物类（Phosphonic acid derivatives）
J05AD01 膦甲酸盐（Foscarnet）
J05AD02 膦乙酸盐（Fosfonet）

### J05AE蛋白酶抑制剂（Protease inhibitors）
J05AE01 沙奎那韦（Saquinavir）
J05AE02 茚地那韦（Indinavir）
J05AE03 利托那韦（Ritonavir）
J05AE04 奈非那韦（Nelfinavir）
J05AE05 安普瑞那韦（Amprenavir）
J05AE06 洛匹那韦（Lopinavir）
J05AE07 夫沙那韦（Fosamprenavir）
J05AE08 阿扎那韦（Atazanavir）
J05AE09 替拉那韦（Tipranavir）
J05AE10 达鲁那韦（Darunavir）
J05AE11 Telaprevir

### J05AF核苷类和核苷酸类逆转录酶抑制剂（Nucleoside and nucleotide reverse transcriptase inhibitors）
J05AF01 齐多夫定（Zidovudine）
J05AF02 去羟肌苷（Didanosine）
J05AF03 扎西他滨（Zalcitabine）
J05AF04 司他夫定（Stavudine）
J05AF05 拉米夫定（Lamivudine）
J05AF06 阿巴卡韦（Abacavir）
J05AF07 替诺福韦双索酯（Tenofovir disoproxil）
J05AF08 阿德福韦二匹酯（Adefovir dipivoxil）
J05AF09 恩曲他滨（Emtricitabine）
J05AF10 恩替卡韦（Entecavir）
J05AF11 替比夫定（Telbivudine）
J05AF12 克力夫定（Clevudine）

### J05AG 非核苷类逆转录酶抑制剂（Non-nucleoside reverse transcriptase inhibitors）
J05AG01 奈韦拉平（Nevirapine）
J05AG02 地拉韦啶（Delavirdine）
J05AG03 依非韦伦（Efavirenz）
J05AG04 依曲韦林（Etravirine）
J05AG05 利匹韦林（Rilpivirine）

### J05AH神经氨酸苷酶抑制药（Neuraminidase inhibitors）
J05AH01 扎那米韦（Zanamivir）
J05AH02 奥塞米韦（Oseltamivir）

### J05AR 治疗HIV感染的抗病毒药，复方（Antivirals for treatment of HIV infections, combinations）
J05AR01 齐多夫定和拉米夫定（Zidovudine and lamivudine）
J05AR02 拉米夫定和阿巴卡韦（Lamivudine and abacavir）
J05AR03 替诺福韦双索酯和恩曲他滨（Tenofovir disoproxil and emtricitabine）
J05AR04 齐多夫定、拉米夫定和阿巴卡韦（Zidovudine, lamivudine and abacavir）
J05AR05 齐多夫定、拉米夫定和奈韦拉（Zidovudine, lamivudine and nevirapine）
J05AR06 恩曲他滨、替诺福韦双索酯和依非韦仑（Emtricitabine, tenofovir disoproxil and efavirenz）
J05AR07 司他夫定，拉米夫定和奈韦拉平（Stavudine, lamivudine and nevirapine）
J05AR08 恩曲他滨，替诺福韦双索酯和利匹韦林（Emtricitabine, tenofovir disoproxil and rilpivirine）

### J05AX 其它抗病毒药（Other antivirals）
J05AX01 吗啉胍（Moroxydine）
J05AX02 溶菌酶（Lysozyme）
J05AX05 异丙肌苷（Inosine pranobex）
J05AX06 普拉康纳利（Pleconaril）
J05AX07 恩伏韦肽（Enfuvirtide）
J05AX08 雷特格韦（Raltegravir）
J05AX09 马拉维若（Maraviroc）
J05AX10 马立巴韦（Maribavir）